# 조이군
조이군(助伊君)은 고려(高麗)의 태자(太子)이자 태조(太祖)와 정덕왕후(貞德王后) 류씨(柳氏)의 아들이다. 성은 왕(王), 이름은 전해지지 않는다. 본관은 개성(開城)이다.

## 가계
- 조부 : 세조(世祖, ? ~897)
- 조모 : 위숙왕후(威肅王后)
  - 부왕 : 태조(太祖, 877~943, 재위:918~943)
  - 모후 : 정덕왕후(貞德王后) 류씨(柳氏)
    - 태자 : 조이군(助伊君)